# Kriegskollegium
Das Kriegskollegium war vom 17. bis ins 19. Jahrhundert ein Kollegium von Kriegsräten, das bei den Großmächten meist „Oberkriegskollegium“ genannt wurde. Teilweise war es auch eine Abteilung des Kriegsministeriums.
Das Kriegskollegium war die oberste Verwaltungsbehörde vieler Armeen.

## Habsburgermonarchie
Anlässlich der Ersten Wiener Türkenbelagerung wurde ein Kriegskollegium zur Kriegsleitung eingesetztes und nach Beendigung des Kampfes wieder aufgelöst.
Die Leitung der Kaiserlichen Armee lag ab 1566 beim Hofkriegsrat.

## Kurhessen
Im Kurfürstentum Hessen war es zuständig für die Militärjustizverwaltung, die Soldatenwerbung, die Invalidenversorgung und vor allem für die Verpflegung und Ausrüstung der Truppen.

## Russland
Ähnlich zu denen in Kurhessen waren die Aufgaben des Kriegskollegium im Russischen Reich. In Russland zur Zeit Katharinas der Großen fungierte das „Große Kriegskollegium“ als eine Art eigener „Hofstaat“, in dem der Zarenhof nachgeahmt wurde.

## Preußen
Im Königreich Preußen ging das „Ober-Kriegskollegium“ Mitte des 18. Jahrhunderts gemeinsam mit den Fachministerien aus dem „Generaldirektorium“ hervor.
Das preußische Oberkriegskollegium ist am 25. Juni 1787 gegründet worden. Es war für die Verwaltung der Armee zuständig und hat nur in wichtigen Fällen dem König Bericht erstattet. Es wurde in sieben Departements aufgeteilt und von einem Oberpräsidenten geführt.
Diesem Oberpräsidenten stand ein Vize-Oberpräsident zur Seite. Zum Präsidium gehörten weiter der (Kriegs-)Präsident und oberste Kriegsminister und sein Vize. Danach kamen die Direktoren der Departements:
1. Infanterie
2. Kavallerie
3. Artillerie
4. Corps de Genie und Festung (Ingenieurswesen)
5. Verpflegungswesen
6. Armatur, Montierungswesen und Feldgeräte (Waffen, Bekleidung und Feldausrüstung)
7. Invaliden-Versorgung und Erziehung der Soldatenkinder

Am 25. Dezember 1808 wurde es durch das preußische Kriegsministerium ersetzt.